# Citizen Welles
Pour plus de détails, voir Fiche technique et Distribution.
Citizen Welles ou RKO 281 : La Bataille de Citizen Kane (RKO 281) est un téléfilm historique de 1999 réalisé par Benjamin Ross.

## Synopsis
Le téléfilm décrit la production tumultueuse du film de 1941, Citizen Kane. 

## Fiche technique
- Titre : Citizen Welles ou RKO 281 : La Bataille de Citizen Kane
- Titre original : RKO 281
- Réalisateur : Benjamin Ross
- Scénariste : John Logan
- Production : Su Armstrong
- Producteur exécutif : Ridley Scott et Tony Scott
- Photographie : Mike Southon
- Musique : John Altman
- Costumes : Stewart Meachem
- Durée : 86 minutes

## Distribution
- Liev Schreiber (VF : Samuel Labarthe) : Orson Welles
- John Malkovich (VF : Bernard Alane) : Herman J. Mankiewicz
- James Cromwell (VF : Pierre Vernier) : William Randolph Hearst
- Melanie Griffith : Marion Davies
- Roy Scheider (VF : Marc Cassot) : George Schaefer
- David Suchet : Louis B. Mayer
- Liam Cunningham (VF : Philippe Catoire) : Gregg Toland
- Brenda Blethyn : Louella Parsons
- Fiona Shaw : Hedda Hopper
- Anastasia Hille : Carole Lombard
- Roger Allam : Walt Disney
- Jay Benedict : Darryl Zanuck
- Ron Berglas : David O. Selznick